# Cuba Tabaco (журнал)
«Cuba Tabaco» — кубинский научный журнал.

## История
Поскольку табачная промышленность является важной отраслью экономики Кубы, 16 октября 1964 года решением министерства сельского хозяйства Кубы № 564/64 в провинции Гавана был создан экспериментальный центр табаководства (Unidad Presupuestada "Centro Experimental del Tabaco"). 
В 1972 году центр начал издание научно-технического журнала «Cuba Tabaco», посвященного вопросам табаководства и переработки табака.
23 декабря 1985 года центр был преобразован в Институт исследования табака (Instituto de Investigaciones del Tabaco).

## Общие сведения
Журнал является официальным печатным изданием Института исследования табака министерства сельского хозяйства Кубы, он публикует статьи по вопросам выращивания табака, табачной промышленности и смежным темам на испанском языке.